# Violence à Manaos
Pour plus de détails, voir Fiche technique et Distribution.
Violence à Manaos (Manaos) est un film d'aventures italo-hispano-mexicain réalisé par Alberto Vázquez-Figueroa et sorti en 1979.
Il s'agit d'une adaptation du roman Manaos du même Alberto Vázquez-Figueroa publié en 1975.

## Synopsis
À la fin du XIXe siècle, en pleine fièvre du caoutchouc, la ville de Manaus est un emporion où toutes sortes de trafiquants et d'esclavagistes gagnent leur vie en abusant des caoutchoutiers, qui travaillent de l'aube au crépuscule en échange d'une ration de nourriture. Un groupe d'esclaves dirigé par Arquímedes (Fabio Testi) et Howard le gringo (Jorge Rivero) tente de fuir l'Amazonie. Claudia (Agostina Belli) est une jeune fille emmenée là par Carmelo Sierra (Andrés García) et exploitée sexuellement par tous les caoutchoutiers de la région, ce qu'elle n'oubliera pas jusqu'à la fin de ses jours. Arquímedes, Howard et Claudia fuient à travers le bassin du grand fleuve, cherchant à atteindre le lointain Équateur.

## Fiche technique
- Titre français : Violence à Manaos ou Viol à Manaos ou Violence à Manaus[1]
- Titre original espagnol et italien : Manaos[2],[3]
- Réalisateur : Alberto Vázquez-Figueroa
- Scénario : Carlos Vasallo, Juan Antonio Porto et Alberto Vázquez-Figueroa d'après son roman.
- Photographie : Alejandro Ulloa Alonso (ca)
- Montage : Otello Colangeli
- Musique : Franco Bixio, Fabio Frizzi et Vince Tempera
- Costumes : Enedina Bernal
- Production : Federico Aicardi, José-Maria Reyzabal, Carlos Vasallo
- Société de production : Izaro Films (Madrid), Producciones Esme S.A. (Mexico), The Federico G. Aicardi Org. (Rome)
- Pays de production :  Espagne -  Mexique -  Italie
- Langue originale : italien
- Format : Couleurs par Eastmancolor - 1,85:1 - Son mono - 35 mm
- Durée : 95 minutes
- Genre : Film d'aventures
- Dates de sortie :
  - Mexique : 1979
  - Espagne : janvier 1980
  - Italie : 29 mars 1980
  - France : 9 janvier 1985[1]

## Distribution
- Fabio Testi : Arquimedes
- Agostina Belli : Claudia
- Jorge Rivero : Howard
- Andrés García (es) : Carmelo Sierra
- Florinda Bolkan : Manuela Aranda
- Jorge Luke : Ramiro
- Alberto de Mendoza : Mario Buendía
- Milton Rodríguez : Aranda
- Carlos East (es) : Scott
- Alfredo Mayo : Sebastián
- Carlos Nieto : Yusulaki
- Mike Moroff : Joao
- Alfredo Wally Barrón : Saldaña
- Miguel Ángel Fuentes : le garde du corps

## Production
Le tournage s'est déroulé au Mexique ainsi qu'en Amazonie, dans les mêmes lieux que ceux où se déroule l'œuvre de Vázquez-Figueroa.